# Gaogang
Gaogang är ett stadsdistrikt i Taizhou i Jiangsu-provinsen i östra Kina.
1. ↑  http://www.geohive.com/cntry/cn-32.aspx